# 구혼 결사대
구혼 결사대는 한국에서 제작된 김수용 감독의 1959년 영화이다. 김희갑 등이 주연으로 출연하였고 전철 등이 제작에 참여하였다.

## 출연

### 주연
- 김희갑
- 조미령
- 구봉서
- 곽규석

## 제작진
- 원작자: 조흔파
- 조명: 박응선
- 녹음: 최칠복
- 미술: 박석인